# Tonya Kay
Tonya Kay é uma atriz estadunidense.

## Primeiros anos
Tonya Kay nasceu no sul de Michigan. Enquanto se formava como oradora oficial de sua turma da escola secundária, ela optou por não continuar com a educação tradicional. Kay é uma prática de vegan, pagão e do Caos, e compartilha seus interesses na saúde, nutrição e atividades espirituais em seus sites através de uma variedade de entrevistas e trabalhos publicados.

## Início de carreira
Aos quatro anos, Kay foi matriculada pela mãe em aulas de sapateado. Por seis anos de idade, ela estava se apresentando em uma produção de teatro da comunidade local do musical Oliver! Aos 15 anos, ela foi escalada para sua primeira produção profissional, The Music Man at Detroit, Michigan's Fisher Theatre.

## Vídeos instrutivos
Ela pode ser melhor conhecida por participar nos 48 Prós dizer tudo o que sabem sobre a série de vídeos do jogo Job.

## Trabalho com Modelagem
Trabalho de modelagem de Kay tem sido destaque na revista Rolling Stone, Spin Magazine, TV Guide e a National Geographic. Kay também modelos com colega vegetariano, Russell Brand na capa da trilha sonora desenvolvida para o personagem fictício Aldous Snow (vocalista da banda fictícia Infant Sorrow ), do filme Get Him to the Greek. Seu trabalho de modelagem é destaque na capa de Lou Barlow's  no álbum Feels Like Centuries .

## Empresas de propriedade
Tonya Kay é um ambientalista convicta e é CEO de duas empresas ambientalmente verdes que fornecem alimento para sets de filmagem: Happy Mandible and Solid Hollywood LLC.  

## Televisão
| Ano  | Nome                 | Personagens          | Notas                                            |
| ---- | -------------------- | -------------------- | ------------------------------------------------ |
| 2007 | Numb3rs              | Nitrogurl            | Frederick King Keller                            |
| 2009 | Secret Girlfriend    | Cassidy (Recorrente) |                                                  |
| 2009 | Criminal Minds       | Tara Farris          | ABC/director John Badham; 11 de novembro de 2009 |
| 2009 | Pas de trois         | Juliette             | director Christophe Nassif                       |
| 2010 | Uncle Nigel          | Hot Biker Chick      | TBS/director Randall Zisk                        |
| 2010 | House MD             | Chloe                | FOX/director Sanford Bookstaver                  |
| 2010 | Glee                 | Cheerleader #3       | FOX television                                   |
| 2011 | "Video Game Reunion" | Princess Peach       | Comedy Central                                   |

## Filmes
| Ano  | Nome                                           | Personagens      | Notas                             |
| ---- | ---------------------------------------------- | ---------------- | --------------------------------- |
| 2010 | The Wish List                                  | Catherine        | Destribuida pela Hallmark Channel |
| 2010 | OffWorld                                       | Flower           | director Emmett Callinan          |
| 2010 | Bold Native                                    | I Rock           | direção de Denis Hennelly         |
| 2010 | Rawman and Green-Girl Meet Frankenfood (Curta) | Green Girl (voz) |                                   |

## Ligações Externas
- IMDb: Tonya Kay
- Official Tonya Kay Website Arquivado em 27 de maio de  2007, no Wayback Machine.